# 狄剛
狄剛（英語：Archbishop Joseph Ti-kang；1928年5月7日—2022年12月29日），聖名若瑟，為臺灣天主教會總主教，河南省新鄉县人，曾任嘉義主教與台北總主教。

## 生平

狄剛擔任嘉義主教時期的牧徽，左上方繪有中華民國國徽

1928年5月7日，出生於河南修武；1940年，山東兗州聖奧斯定小修道院；1947年，進入河南開封總修院。
1953年12月20日，狄剛在羅馬宗座傳信大學晋鐸。1954年，考獲羅馬傳信大學神學碩士；
1965年，考獲德國慕尼黑大學教育學博士，同年，回國擔任花蓮教區若瑟修院院長；
1966年，擔任台北總教區副主教；1975年，当选为天主教中國主教團秘书长，在6月21日蒙教宗若望保祿二世任命为嘉义教区主教。1985年5月3日，由聖座任命為台北總教區助理總主教，有正權總主教继承权。1989年2月11日，就任台北總教區總主教，同时兼任金馬宗座署理。2004年1月24日，荣休。先於基隆聖心高中靜養，後改居於八里天主教安養院。
2022年12月29日過世，享耆壽94歲，其遺體將捐給輔仁大學成為大體老師。

## 外部連結
| 天主教會職銜  | 天主教會職銜                                        | 天主教會職銜  |
| ------------- | --------------------------------------------------- | ------------- |
| 前任： 賈彥文 | 天主教嘉義教區主教 1975年6月21日－1985年5月3日      | 繼任： 林天助 |
| 前任： 賈彥文 | 天主教台北總教區總主教 1989年2月11日－2004年1月24日 | 繼任： 鄭再發 |
| 教育職務      |                                                     |               |
| 前任： 單國璽 | 天主教輔仁大學董事長 1993年－1999年                 | 繼任： 單國璽 |